# Volksraad (Nederlands-Indië)

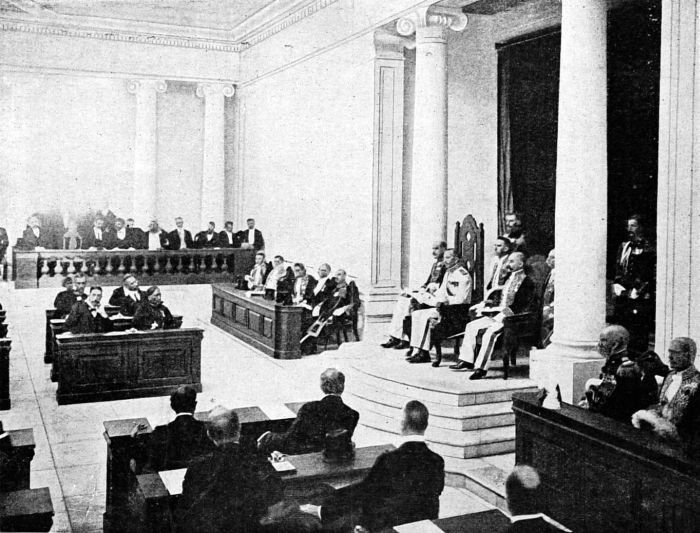
Opening van de Volksraad door gouverneur-generaal Van Limburg Stirum op 18 mei 1918.

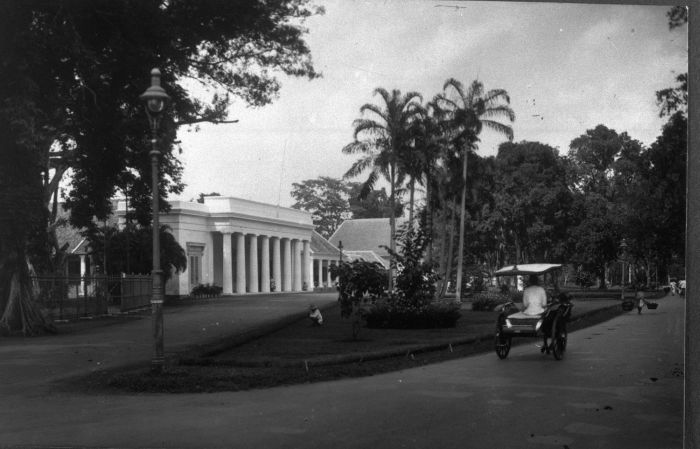
Het gebouw van de Volksraad te Batavia gelegen in het Hertogspark tussen het Koningsplein-Oost en Waterlooplein.

In een Volksraad van Nederlands-Indië werd in 1916 bij wet voorzien. De eigenlijke installatie van de Raad vond plaats in 1918. De eerste voorzitter was de Nederlander Jacob Christiaan Koningsberger, de eerste ondervoorzitter de Soendanees Pangeran Aria Achmad Djajadiningrat.
De Volksraad telde vanaf 1931 zestig leden: 30 leden uit verschillende inheemse bevolkingsgroepen, 25 Nederlanders en 5 uit "vreemde oosterlingen" (Chinezen en Arabieren). De leden van de Raad werden deels gekozen (hoewel slechts een klein deel van de bevolking kiesrecht had), deels benoemd door de gouverneur-generaal. 
De macht van de Volksraad bleef beperkt, omdat de raad alleen adviesrecht had. Onder invloed van de mislukte revolutiepoging van Troelstra in Nederland stelde gouverneur-generaal Van Limburg Stirum al de eerste Volksraad in het vooruitzicht dat Indië binnen afzienbare tijd zijn eigen aangelegenheden zou kunnen regelen, de zogenoemde novemberbeloften. Hij werd direct door Den Haag teruggefloten, maar in 1922 kwam de minister toch met een uitbreiding van bevoegdheden voor de Volksraad: de rechten van initiatief, van petitie en van amendement plus het budgetrecht werden daaraan toegevoegd. 